# Municipio de San Jerónimo Tlacochahuaya
El municipio de San Jerónimo Tlacochahuaya es uno de los 570 municipios del estado mexicano de Oaxaca. Su cabecera es la localidad de San Jerónimo Tlacochahuaya.

## Geografía
El municipio de San Jerónimo Tlacochahuaya colinda al norte con el municipio de Teotitlán del Valle, al este con el municipio de Tlacolula de Matamoros, al sur con el municipio de San Juan Guelavía, y al oeste con los municipios de San Sebastián Abasolo y San Francisco Lachigoló.

## Localidades
El municipio de San Jerónimo Tlacochahuaya cuenta con 16 localidades.
| Localidad                         | Población (2020) |
| --------------------------------- | ---------------- |
| Macuilxóchitl de Artigas Carranza | 3173             |
| San Jerónimo Tlacochahuaya        | 2431             |
| Cuestasi                          | 38               |

## Gobierno
El municipio de San Jerónimo Tlacochahuaya se rige mediante el sistema de usos y costumbres.
| Presidente municipal         | Localidad |
| ---------------------------- | --------- |
| Noé López Pinos              | 1996-1998 |
| Fidel Méndez Ángeles         | 1999-2001 |
| Ricardo Martínez Juárez      | 2002-2004 |
| Noé López Pinos              | 2005-2007 |
| Ricardo Juárez Martínez      | 2008-2010 |
| Rogelio Martínez Hernández   | 2011-2013 |
| Víctor López Ramírez         | 2013-2016 |
| Eleazar López Martínez       | 2017-2019 |
| María Isabel Martínez Méndez | 2020-2022 |
| Severiano Agustín Sánchez    | 2023-2025 |